# Ahmed El Messaoudi
Ahmed El Messaoudi (arabe : أَحْمَد الْمَسْعُودِيّ), né le 3 août 1995 à Bruxelles en Belgique, est un footballeur international marocain, qui joue au poste de milieu central au Tobol Kostanaï. Il dispose également de la nationalité belge.

## Biographie

### Carrière en club
Le 5 juillet 2015, il est prêté en même temps que son coéquipier Faysel Kasmi au Standard de Liège avec option d'achat.
Lors de la saison 2018-19, il est prêté dans le club du Fortuna Sittard, club promu en première division néerlandaise.
Le 7 septembre 2021, il s'engage pour une durée de trois saisons au Gaziantep FK pour une somme de 400.000 euros.

### Carrière internationale
Ahmed El Messaoudi est sélectionné par Badou Zaki pour prendre part au match amical du Maroc contre l'Uruguay, le 28 mars 2015 à Agadir.

## Statistiques
| Saison                | Club                     | Championnat           | Championnat | Championnat | Coupe(s) nationale(s) | Coupe(s) nationale(s) | Compétition(s) continentale(s) | Compétition(s) continentale(s) | Compétition(s) continentale(s) | Total | Total |
| Saison                | Club                     | Division              | M.          | B.          | M.                    | B.                    | Comp.                          | M.                             | B.                             | M.    | B.    |
| 2013-2014             | Lierse SK                | Division 1            | 15          | 0           | -                     | -                     | -                              | -                              | -                              | 15    | 0     |
| 2014-2015             | Lierse SK                | Division 1            | 31          | 0           | 1                     | 0                     | -                              | -                              | -                              | 32    | 0     |
| 2015-2016             | Standard de Liège (prêt) | Division 1            | 1           | 0           | -                     | -                     | C3                             | 2                              | 0                              | 3     | 0     |
| Total sur la carrière | Total sur la carrière    | Total sur la carrière | 47          | 0           | 1                     | 0                     | -                              | 2                              | 0                              | 50    | 0     |

### Sélections en équipe nationale
| Caps | Date       | Match           | Lieu   | Score | Compétition |
| 1    | 28/03/2015 | Maroc – Uruguay | Agadir | 0 - 1 | Amical      |
| 2    | 15/10/2019 | Maroc - Gabon   | Tanger | 2 - 3 | Amical      |
| ---- | ---------- | --------------- | ------ | ----- | ----------- |